# Santiniketan

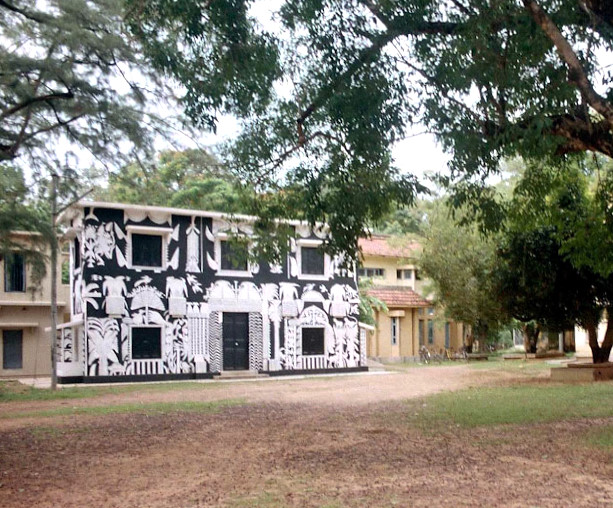
Kala Bhavan (Instituto de Bellas Artes) de la Universidad Visva-Bharati en Santiniketan.

Santiniketan (en bengalí: শান্তিনিকেতন Shantiniketôn) es una pequeña localidad cercana a Bolpur en el distrito de Birbhum en Bengala Occidental (India). Nació por iniciativa del famoso escritor indio Rabindranath Tagore que fundó en 1901 en ese lugar una escuela experimental, que acabaría convirtiéndose en la universidad Visva-Bharati, gracias sobre todo el dinero que obtuvo al ganar el premio Nobel en 1913, y que es una de las más renombradas de toda India, con una lista de alumnos que incluye al economista Amartya Sen, al director de cine Satyajit Ray o al historiador del arte R. Siva Kumar Santiniketan recibe también cada año miles de visitantes atraídos por la fama de Tagore, pues fue allí donde escribió la mayoría de sus obras literarias.
El 20 de enero de 2010 el «Santiniketan» fue inscrito en la Lista Indicativa de la India —paso previo a ser declarado Patrimonio de la Humanidad—, en la categoría de bien cultural (n.º ref 5495).

## Historia

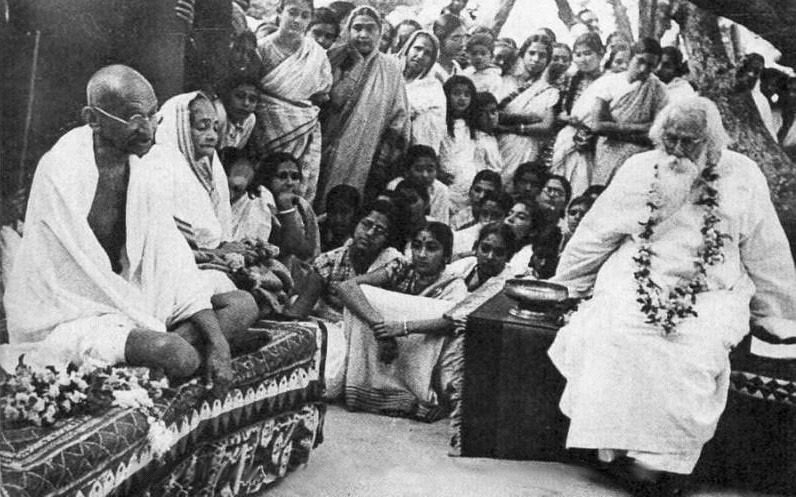
Rabindranath Tagore (derecha) con Mahatma Gandhi y Kasturba Gandhi en Santiniketan en 1940

Entre 1891 y 1901 Rabindranath Tagore estuvo viviendo en el campo bengalí, un periodo que fue crucial en la   formación de su pensamiento político y social pues allí, «quedó convencido para el resto de su vida de la superioridad moral de la civilización preindustrial sobre la cultura mecanizada moderna» y de que «la autorrealización de la India debía comenzar en sus aldeas». De esta reflexión surgió la idea de fundar en 1901 una escuela experimental en el campo con el nombre de Santineketan. Precisamente ese mismo año Tagore publicó su ensayo La civilización oriental y occidental donde expuso por primera vez sus ideas, convertido «a todos los efectos en uno de los observadores más lúcidos y en uno de los críticos más severos de la europeización de la India».
En 1905 Tagore, como otros intelectuales asiáticos, celebró la victoria de Japón en la guerra ruso-japonesa y organizó en la escuela un improvisado desfile con sus alumnos.
La escuela fue creciendo hasta dar nacimiento a una universidad internacional en la que se formaron algunos de los principales artistas y pensadores de la India, como Satyajit Ray y Amartya Sen.